# Tibiritá
Tibiritá é um município da Colômbia, localizado na província Almeidas, departamento de Cundinamarca.